# Vernon Phillips Watkins
Vernon Phillips Watkins, född 27 juni 1906 i Maesteg i Glamorgan, Wales, död 8 oktober 1967 i närheten av Swansea i Glamorgan, var en engelskspråkig poet av walesisk härkomst som utgick från walesiska sagor och legender.
Watkins grävde ner sig i franska och tyska språkstudier och utvecklade en stor kännedom om de bägge ländernas poesi medan han var student vid Cambridge University. Efter akademisk examen blev han en banktjänsteman och skrev poesi. Watkins verk innefattar Ballad of Mari Lwyd (1941), The Lamp and the Veil (1945), The Lady with the Unicorn (1948), The Death Bell (1954), Cypress and Acacia (1959) och Affinities (1962).  Ett urval dikter publicerades 1967. Också av stort intresse är utgåvan Letters to Vernon Watkins by Dylan Thomas (1957).

## Fotnoter
1. 1 2  SNAC, SNAC Ark-ID: w6zw2r9c, läs online, läst: 9 oktober 2017.[källa från Wikidata]
2. 1 2  Discogs, Discogs artist-ID: 2052015, läst: 9 oktober 2017.[källa från Wikidata]
3. 1 2  Brockhaus Enzyklopädie, Brockhaus Enzyklopädie-ID: watkins-vernon-phillips.[källa från Wikidata]